# FCバルセロナC
FCバルセロナC（Futbol Club Barcelona C）は、スペイン・バルセロナに本拠地を置いていたサッカークラブで、FCバルセロナのリザーブチーム。1967年に創設され、2007年7月2日に解散した。15,276人収容のミニ・エスタディをホームスタジアムとしていた。

## 歴史
1967年にバルセロナ・アマテウル（Barcelona Amateur、「バルセロナ・アマチュア」の意味）として創設され、1977-78シーズンから1983-84シーズンまではテルセーラ・ディビシオン（4部相当）に所属していたが、1984年にセグンダ・ディビシオンB（3部相当）に初昇格し、1980年代には計4シーズンをセグンダ・ディビシオンBで過ごした。1993年にはFCバルセロナCに名称変更され、1995-96シーズンは再びセグンダ・ディビシオンBで過ごしたが、これ以後はずっとテルセーラ・ディビシオンでプレーし続けた。リーガ・エスパニョーラはリザーブチームも参加できるが、トップチーム（または上位チーム）と同一カテゴリーに所属することはできない。2006-07シーズン終了後には上位チームのFCバルセロナBがテルセーラ・ディビシオンに降格したため、バルセロナCはプリメーラ・カタラーナ（5部相当、カタルーニャ州1部）に強制降格することが決定していたが、ジョアン・ラポルタ会長はプリメーラ・カタラーナへの登録を行なわず、バルセロナCは解散となった。

## タイトル
- コパ・カタルーニャ : 1回

1984
- テルセーラ・ディビシオン : 3回

1983–84, 1986–87, 1997–98

## 成績
| シーズン | ディビジョン | 順位 |
| -------- | ------------ | ---- |
| 1969–70  | 地域リーグ   |      |
| 1970-71  | 地域リーグ   |      |
| 1971-72  | 地域リーグ   |      |
| 1972-73  | 地域リーグ   |      |
| 1973-74  | 地域リーグ   |      |
| 1974-75  | 地域リーグ   |      |
| 1975-76  | 地域リーグ   |      |
| 1976–77  | 地域リーグ   |      |
| 1977-78  | テルセーラ   | 5位  |
| 1978-79  | テルセーラ   | 6位  |
| 1979-80  | テルセーラ   | 5位  |
| 1980-81  | テルセーラ   | 5位  |
| 1981-82  | テルセーラ   | 4位  |
| 1982-83  | テルセーラ   | 9位  |
| 1983-84  | テルセーラ   | 1位  |
| 1984–85  | セグンダB    | 16位 |
| 1985–86  | セグンダB    | 19位 |
| 1986-87  | テルセーラ   | 1位  |
| 1987–88  | セグンダB    | 9位  |

| シーズン | ディビジョン | 順位 |
| -------- | ------------ | ---- |
| 1988–89  | セグンダB    | 11位 |
| 1989-90  | テルセーラ   | 2位  |
| 1990–91  | テルセーラ   | 8位  |
| 1991–92  | テルセーラ   | 5位  |
| 1992–93  | テルセーラ   | 11位 |
| 1993–94  | テルセーラ   | 3位  |
| 1994–95  | テルセーラ   | 3位  |
| 1995–96  | セグンダB    | 19位 |
| 1996–97  | テルセーラ   | 2位  |
| 1997–98  | テルセーラ   | 1位  |
| 1998–99  | テルセーラ   | 9位  |
| 1999–00  | テルセーラ   | 9位  |
| 2000–01  | テルセーラ   | 5位  |
| 2001–02  | テルセーラ   | 7位  |
| 2002–03  | テルセーラ   | 5位  |
| 2003–04  | テルセーラ   | 9位  |
| 2004–05  | テルセーラ   | 15位 |
| 2005–06  | テルセーラ   | 14位 |
| 2006–07  | テルセーラ   | 13位 |

- 5シーズン - セグンダ・ディビシオンB（現3部相当）
- 25シーズン – テルセーラ・ディビシオン（現4部相当）

## 歴代監督
- フアン・カルロス・ロホ – 解散時の監督